# BMW R 71
Die BMW R 71 war von 1938 bis 1941 das letzte Motorrad mit seitengesteuertem Motor der 750-cm³-Klasse des deutschen Motorradherstellers BMW. Sie folgte dem Pressrahmen-Modell R 12 nach, übernahm die für die R 11 und R 12 entwickelte hydraulisch gedämpfte Telegabel, bekam jedoch einen komplett neu entwickelten Motor mit Tunnelgehäuse, und ein neues Fahrwerk mit geschweißtem Rohrrahmen und der zuvor entwickelten Geradweg-Federung, anstelle der vorig gepressten Rahmenhälften mit starrem Heck.

## Geschichte
Auf der Automobilausstellung in Berlin präsentierte BMW am 18. Februar 1938 mit den Modellen R 51, R 61, R 66 und R 71 eine neue Baureihe von großvolumigen Motorrädern mit Hinterradfederung.

### Entwicklung
BMW hatte in einem Fahrwerk vier Motorvarianten – R 51, R 61, R 66 und R 71 – verwirklicht und damit von 500 bis 750 cm³ vier Motorräder in verschiedenen Klassen geschaffen.

„Die Ähnlichkeit der Motoren, wie die Verwendung des gleichen, allradgefederten Fahrgestells für alle vier Maschinen drängte zu deren Zusammenfassung in nur einem Handbuch, womit zugleich eine interessante Übersicht über das gesamte BMW-Programm in der großen Klasse gegeben wird.“

Lediglich eine sportliche 750er als Nachfolger der R 17 war nicht mehr im Programm.
Die R 71 war Vorlage für die Sowjetische URAL M72 und die hieraus abgeleitete DNEPR M72. Diese beiden Marken waren wiederum Vorlage für die Chinesische Chang Jiang 750.

### Vermarktung
In der Werbung stellte BMW die R 71 als „Großtouren- und Beiwagenmaschine mit Hinterradfederung für stärkste Belastung“ heraus. Der Preis des Motorrades betrug 1938 1595 Reichsmark. Die Produktion wurde 1941 nach 3458 Einheiten beendet – die nächste zivile 750-cm³-BMW war 1969 die BMW R 75/5.

## Technik

### Motor
Die R 71 hatte einen längs eingebauten Zweizylinder-Boxer-Viertaktmotor mit seitlichen Ventilen.

#### Aufbau
Im Gegensatz zu den meisten anderen Konstruktionen war das Kurbelgehäuse nicht geteilt, sondern als einteiliges Tunnelgehäuse gegossen. Deshalb musste die Kurbelwelle beim Zusammenbau des Motors von Hand durch eine vordere Öffnung in das Gehäuse eingeführt werden. Die Kurbelwellenlager saßen in den Deckeln, die die Öffnungen verschlossen. Nachteile gegenüber geteilten Gehäusen waren ein schwieriger Guss und eine aufwendige Kurbelwellenmontage, die nicht automatisiert werden konnte.
Die Nockenwelle lag über der Kurbelwelle und wurde direkt über ein schräg verzahntes Stirnradpaar vom vorderen Kurbelwellenstumpf aus angetrieben. Die Nockenwelle öffnete über kurze Gleitstößel die Ventile.

#### Zylinder
Die Zylinder aus Grauguss hatten abnehmbare Zylinderköpfe aus Leichtmetall und radiale Kühlrippen. Die geringe Verdichtung von 5,5 : 1 machte die R 71 für „handelsübliches Benzin“ geeignet – die Schwestermodelle benötigten mit höheren Verdichtungen ein „Benzin/Benzol-Gemisch (Aral, Dynamin, Esso, Olexin usw.)“.

#### Vergaser
Die zwei Vergaser Graetzin G 24 hatten einen gemeinsamen Luftfilter auf dem Getriebegehäuse.

#### Zündung
Die Batteriezündung von Bosch arbeitete mit einem Unterbrecher, der in Fahrtrichtung vorne auf der Nockenwelle unter der Schutzhaube gemeinsam mit Zündspule und Verteiler eingebaut war. Die Gleichstromlichtmaschine mit 6 Volt Spannung und 75 Watt Leistung lag über dem Motorgehäuse. Für Behörden- und Militärkunden waren leistungsfähigere Lichtmaschinen verfügbar. Der Zündzeitpunkt musste belastungs- und drehzahlabhängig mit einem Hebel an der linken Lenkerhälfte eingestellt werden.

### Antrieb

#### Getriebe
Die R 71 hatte ein fußgeschaltetes Vierganggetriebe mit Kardanwelle auf der rechten Seite des gefederten Hinterrades. Zusätzlich war ein Handhebel an der rechten Seite des Getriebes vorhanden, der vor allem zum schnellen Auffinden des Leerlaufs empfohlen wurde.
Das Tunnel-Getriebegehäuse war direkt an das Motorgehäuse angeflanscht. Die Eingangswelle wurde direkt über die Einscheiben-Trockenkupplung im Schwungrad der Kurbelwelle angetrieben.

#### Hinterradantrieb
Das Hinterrad hatte einen Kardanantrieb mit folgenden Elementen im Kraftfluss:
- Hardyscheibe an der Ausgangswelle des Getriebes zum Winkelausgleich zwischen Ausgangswelle und der folgenden Gelenkwelle
- ungekapselte Gelenkwelle mit Kreuzgelenkgabel abtriebsseitig – der sichtbare Teil des Kardantriebs
- nadelgelagertes, gekapseltes Kreuzgelenk zum Winkelausgleich zwischen Gelenkwelle und folgendem Radantrieb
- verschiebbare Kreuzgelenkgabel zum Längenausgleich auf der Eingangswelle des Kegelrad-Achsgetriebes
- Eingangswelle mit Ritzel zum Antrieb des Tellerrades im Antriebgehäuse – Kraftumlenkung um 90°
- nadelgelagerter Mitnehmerflansch im Antriebsgehäuse mit Steckverzahnung zum Antrieb des Hinterrades

### Rahmen und Fahrwerk
Die R 71 hatte einen geschweißten Doppelschleifenrahmen mit Geradwegfederung am Hinterrad.
Das Vorderrad wurde von einer ölhydraulisch gedämpften Teleskopgabel geführt.
Vorderrad, Hinterrad und gegebenenfalls Beiwagenrad hatten Steckachsen und waren austauschbar.